# The Doors of His Face, The Lamp Of His Mouth, and Other Stories
Pour les articles homonymes, voir The Doors (homonymie).
The Doors of His Face, The Lamp Of His Mouth, and Other Stories est un recueil de nouvelles de Roger Zelazny publié en 1971 par les éditions Doubleday.

## Liste des nouvelles
- Les Portes de son visage, les lampes de sa bouche ((en) The Doors of His Face, The Lamps of His Mouth, 1965)Prix Nebula de la meilleure nouvelle longue 1965
- Clefs de décembre ((en) The Keys to December, 1966)
- Les Autos sauvages ((en) Devil Car, 1965)
- Une rose pour l'Ecclésiaste ((en) A Rose for Ecclesiastes, 1963)
- Le Monstre et la Pucelle ((en) The Monster and the Maiden, 1964)
- La Fièvre du collectionneur ((en) Collector's Fever, 1964)
- Cette montagne mortelle ((en) This Mortal Mountain, 1967)
- En cet instant de la tempête ((en) This Moment of the Storm, 1966)
- Les Grands Rois lents ((en) The Great Slow Kings, 1963)
- En exposition ((en) A Museum Piece, 1963)
- (en) Divine Madness, 1966
- Corrida ((en) Corrida, 1968)
- L'amour est un nombre imaginaire ((en) Love Is An Imaginary Number, 1966)
- L'Homme qui aimait la Faïoli ((en) The Man Who Loved the Faioli, 1967)
- Lucifer ((en) Lucifer, 1964)

Nouvelles ajoutées à partir de l'édition 2001 :
- Les Furies ((en) The Furies, 1965)
- Le Cœur funéraire ((en) The Graveyard Heart, 1964)